# Mircea Mancia
Mircea Mancia este un fost senator român în legislatura 1992-1996 ales în județul Bihor pe listele partidului PUNR. Mircea Mancia a fost membru în comisia pentru agricultură și dezvoltare rurală și în comisia pentru muncă, familie și protecție socială.

## Legaturi externe
- Mircea Mancia Arhivat în 22 august 2016, la Wayback Machine. la cdep.ro